# ابن خفاجة
ابن خَفَاجة (450 ـ 533هـ، 1058 ـ 1138م). إبراهيم بن أبي الفتح بن عبد الله بن خفاجة الخفاجي، يُكنى أبا إسحاق. من أعلام الشعراء الأندلسيين في القرنين الخامس والسادس الهجريين.

## حياته
ولد بجزيرة شقْر شرقي الأندلس، وفيها قضى معظم شبابه وشيخوخته، عاش في عصر المرابطين بعد زوال دولة بنى امية والدولة العامرية ودولة بني عباد، أي في عصر قد نضجت اللغة بلغ فيه منتهاه.
ركز ابن خفاجة في شعره على وصف الطبيعة وجمالها؛ وراح يبرز الجمال المعنوي في صور مختلفة من الجمال اللفظي وقد وقف عند المناظر الحسية في استيحاء أشعاره ومن شعره قوله:
.